# ألكسندر نيكولوف
ألكسندر نيكولوف (بالبلغارية: Александър Николов)‏ (مواليد 4 مارس 1940) هو ملاكم بلغاري، مثّل بلاده في الألعاب الأولمبية الصيفية 1964.

## روابط خارجية
ألكسندر نيكولوف على موقع أوليمبيديا (الإنجليزية)